# Zombrus cameroni
Zombrus cameroni är en stekelart som beskrevs av Szepligeti 1913. Zombrus cameroni ingår i släktet Zombrus och familjen bracksteklar. Inga underarter finns listade i Catalogue of Life.